# Cantó de Chennevières-sur-Marne
El cantó de Chennevières-sur-Marne és un antic cantó francès del departament de Val-de-Marne, que estava situat al districte de Nogent-sur-Marne. Comptava amb el municipi de Chennevières-sur-Marne.
Al 2015 va desaparèixer i el seu territori va passar a formar part del nou cantó de Champigny-sur-Marne-2.

## Municipis
- Chennevières-sur-Marne

## Història
| Data d'elecció                           | Identitat           | Partit        | Qualitat |
| ---------------------------------------- | ------------------- | ------------- | -------- |
| 1967-1970                                | André Rouy          | SFIO          |          |
| 1970-1985                                | Olivier d'Ormesson  | CNI           |          |
| 1985-1992                                | Roger Lafaille      | Divers droite |          |
| 1992-1998                                | Lucien Lavigne      | Divers droite |          |
| 1998-2004                                | Claudio Léonardi    | PS            |          |
| 2004-2011                                | Lucien Lavigne      | UMP           |          |
| 2011-                                    | Jean-Pierre Barnaud | MoDem         |          |
| les dades anteriors no són pas conegudes |                     |               |          |
|                                          |                     |               |          |

## Demografia
| A partir de 1990 : Població sense dobles comptes |